# إيزوبروبانول
ايزوبروبانول أو بروبان-2 أول حسب التسمية النظامية أو 2-بروبانول هو مركب عضوي ينتمي إلى مجموعة الكحولات (الأغوال)، وهو أبسط الكحولات الثانوية الأليفاتية. للمركب الصيغة الجزيئية المجملة C3H8O .

## الخصائص الفيزيائية
كحول الإيزوبروبانول سائل عديم اللون، سهل التطاير وقابل للاشتعال. له رائحة مميزة غير منفرة، يمكن أن تكون واخزة عند شمها بجرعات كبيرة. تذكر رائحته عادة بالمستشفيات أو العيادات الطبية كونه يدخل في أغلب الأحيان في تركيب المعقمات.
بتبريد السائل إلى -88°س نحصل على صلب عديم اللون (نقطة الانصهار) ، في حين أن درجة غليانه عند الضغط النظامي تبلغ 82°س.
يمتزج إيزوبروبانول مع الماء بكافة النسب بشكل متجانس، ويشكل مزيج أزيوتروبي (غير قابل للفصل بالتبخير) عند درجة حرارة تبلغ 80.4°س وعندما تكون نسبة الماء فيه 12.1 %.

## التحضير
يحضر الإيزوبروبانول صناعياً إما من البروبيلين أو من الأسيتون.
بإجراء تفاعل ضم الماء (إماهة) إلى البروبيلين على مبادل أيوني حمضي (حفاز):

تحضير إيزوبروبانول من البروبيلين.

أما تحضيره من الأسيتون فيتم عن طريق إجراء تفاعل هدرجة:

تحضير إيزوبروبانول من الأسيتون.

## الاستخدام الصيدلاني
محلّول مطهر، مضاد للجراثيم .
يُستخدم إيزوبروبيل الكحول في مستحضرات التجميل و المستحضرات الصيدلانية و بشكل رئيسي كمحلول في الأشكال الصيدلانية الموضعية التطبيق و لا يُنصح باستخدامه فموياً نظراً لسميّته، كما يدخل في تحضير الغسولات .
إن للإيزوبروبيل الكحول خواصاً كمحل لكل من أفلام تغليف المضغوطات و حثيراتها حيث يتم جرفه ببخار الماء .
يتمتع إيزوبروبيل الكحول ببعض الخواص المضادة للجراثيم و يُستخدم محلوله المائي بتركيز 70% حجم/حجم كمطهر موضعي .

### التأثير على صحة الجسم
يُمتص بسرعة عبر القناة المعوية و لكن يُمتص ببطء عبر الجلد السليم .
و يتم استقلاب إيزوبروبيل الكحول ببطء أشدّ مما هي عليه الحال في الإيثانول حيث يعطي بشكل رئيسي الأسينون .
يتم طرح نواتج الاستقلاب بالإضافة لإيزوبروبيل الكحول غير المستقلب و غير المنحل .
يتمتع إيزوبروبيل الكحول بسميّة أكبر بمرتين من سميّة الإيثانول و لذلك لا يؤخذ فموياً أضِفْ لذلك الطعم غير المستحب له .
إن أعراض التسمم بإيزوبروبيل الكحول يشبه أعراض التسمم بالإيثانول إلا أنه لا يسبب النشوة و كما أن التهاب المعدة و القئ يكون أشد ظهوراً .
و تُقدّر الجرعة المميتة بحوالي 50 ملغ و الجرعة التي تُبدي الآثار السميّة بحوالي 20ملغ و إن إعطاء إيزوبروبيل الكحول الممدد بالماء حقناً بجرعة أكبر من 20 ملغ يؤدي لحدوث الحس بالحرارة و انخفاض ضعيف في ضغط الدم فقط، و لذلك فهو غير شائع الاستخدام في المستحضرات الحقنية .
و يُستخدم إيزوبروبيل الكحول كثيرًا في المستحضرات الصيدلانية موضعية التطبيق و يؤثر كمخرش و عند تطبيقه في العين يسبب حروقاً في قرنية العين و أذيات عينية .

### سلامة الاستعمال
تختلف الاحتياطات المتبعة أثناء التعامل مع المادة باختلاف التراكيز و الظروف المحيطة.
يمكن أن يكون إيزوبروبيل الكحول مخرشاً للجلد و العيون و الأغشية المخاطية عند استنشاقه و لذلك نحتاج لواقيات الأعين و القفازات . و يجب أن نتعامل معه في وسط جيد التهوية .
و تم في انكلترا تحديد التعرض المديد للإيزوبروبيل الكحول بـ 980 ملغ/م3 (400 ppm ) في حين حدد التعرض القصير بـ 1295 ملغ/م3 ( 500 ppm ).
يُعتبر إيزوبروبيل الكحول مادة قابلة للاشتعال و ينتج أبخرة سامة لدى اشتعاله .

### التنافرات
يتنافر مع العناصر المؤكسدة كبيروكسيد الهيدروجين و حمض الآزوت مما يسبب تفككه. إيزوبروبيل الكحول يرسب بإضافة كلوريد الصوديوم إلى أمزجته المائية و كذلك كبريتات الصوديوم و الأملاح الأخرى أو بإضافة هيدروكسيد الصوديوم .